# メール定額制
メール定額制（メールていがくせい）とは、携帯電話・PHSにおけるEメールの送受信のパケット通信料を、使った分だけ従量課金するのではなく、どれだけ使っても定額となる料金制度である。
なお通常は、パケット定額制が適用される場合には、メール定額制も内包される。また特にメール定額制と言う場合、対象をEメールに限定する事によりオプション等料金を低廉化したものを言う。

## 詳細
メール定額制と言う場合、通常は、通信端末のうち音声通話用の端末（音声端末）をそれ単体で利用してEメールの送受信をする場合に適用される。携帯電話・PHSをPCやPDA等に接続したり、データ通信専用型端末を利用する場合は、各社ともサービス体系や料金体系が異なる場合がある。
メール定額制を利用できる料金体系は、音声用の基本料金に含まれるもの、オプションの加入が必要なものに分けられる。また、メールを送受信する相手を問わないものと、同じキャリアや家族割引回線間のメールに限って定額とするものがある。
Eメールのうち送受信文字数を短く制限（いわゆる短文Eメール）して送受信を定額制としたものや、EメールではなくSMSのみをどれだけ使っても定額となるような料金制度は、Eメール定額制より以前から存在している。
国際ローミング中のメール送受信は定額制の対象外であることが多い。
- 基本料に含まれ、相手を問わないもの
  - ウィルコム
    - ウィルコム定額プラン、新ウィルコム定額プラン、新ウィルコム定額プランS/G（Gは、3Gパケットを利用したものは対象外）
    - ウィルコムビジネスタイム定額トリプルプラン、トリプルプラン - 法人向けで3回線以上の契約が必要（ただし、請求統合により3回線以上ある場合は、そのうちの1回線目からでも個人契約で利用可能）
    - スーパーパックLL
    - 新つなぎ放題

  - au（KDDI／沖縄セルラー電話）
    - ガンガンメール（ガンガン学割を含むプランEシンプル(またはプランE) + EZ WINコース） - CDMA 1X WIN専用

  - ソフトバンクモバイル
    - シンプルオレンジE

  - NTTドコモ
    - メール使いホーダイ - タイプシンプル、タイプシンプル バリュー、タイプシンプル学割
- オプションの加入が必要で、相手を問わないもの
  - ウィルコム
    - オプション メール放題 - 月額525円

  - ソフトバンクモバイル
    - メール定額 - 月額840円。旧ボーダフォン日本法人のオプションで、2007年5月31日で受け付け終了
    - メールし放題 - 30日で300円。プリペイドサービス専用のオプション
- 基本料に含まれ、同一キャリアに限られるもの
  - au（KDDI／沖縄セルラー電話） 
    - プランZシンプル

  - ソフトバンクモバイル
    - ホワイトプラン[注釈 1][注釈 2]
    - ゴールドプラン[注釈 1][注釈 2]
- 家族割引、法人割引回線間が対象のもの
  - NTTドコモ
    - ファミリー割引、オフィス割引

  - ソフトバンクモバイル
    - ブループラン+家族割引、家族割引MAX50[注釈 1]

### ウィルコムの定額対象の詳細
ウィルコムのAIR-EDGE PHONE端末でのメール定額制対象は、音声端末単体でウィルコムのメールアカウント（foo@bar.pdx.ne.jpまたはfoo@willcom.com）とAIR-EDGE PHONEセンターを利用して送受信した場合のみである。音声端末単体でも、ISPのEメールアカウントでメール送受信を行った場合は、メール定額制の対象外である。
メール定額が適用される通信方式は、パケット方式のみである。すなわち、AIR-EDGE PHONEセンター経由、またはエッジeメール（H"LINK対応端末でのパケット方式によるEメール。KX-HV210とH-SA3001V等）である。PIAFS方式の通信には適用されない。ただし例外措置として、2005年12月1日より、「ウィルコム定額プラン」に限ってPIAFS方式の通信にもメール定額制が適用されるようになった。ただし「オプション メール放題」では適用されない。

## 歴史
- 2002年9月10日 DDIポケット（現ウィルコム）が、AirH"方式対応H"端末（パナソニックKX-HV210）による、PHS音声端末によるEメールサービス使い放題オプション「オプション　エッジeメール放題」を開始。
  - 同オプションでは、パケット方式のEメール送受信のみが対象となり、また同時に「コンテンツサービス」（H"LINK・情報提供サービス）のパケット方式での通信料も半額となった。
- 2003年4月1日 DDIポケット、メール関係の定額制を整理統合して「ライトEメール」やSMS（「ライトメール」・「Pメール」）も定額制とする「オプション　メール放題」を開始。
- 2004年10月1日 NTTドコモ、ファミリー割引グループ内同士のiモードメール送受信が無料
- 2005年6月1日 ソフトバンクモバイル（当時：ボーダフォン）がVodafone 3G限定のメール定額サービス「メール定額」を開始。「VGSメール」（端末Eメール）に加え、SMSやMMSも定額制対象となる（ただし国際SMS類は対象外）。ボーダフォン時代の料金プランのみ対象。
- 2006年10月26日 ソフトバンクモバイルがゴールドプランにおいてSoftBank 3G間のMMS（Eメールの一種）を対象に、メール定額制を導入。
- 2007年1月16日 ソフトバンクモバイルがホワイトプランを開始。ゴールドプランと同様に、SoftBank 3G間のMMSにメール定額制が適用される。
- 2007年6月1日　NTTドコモ、法人向け割引サービス「オフィス割引」サービスをスタート。同時に一括請求を組んでいるグループ内iモードメール送受信無料に
- 2008年2月4日 ソフトバンクモバイルがプリモバイルにおいて300円/30日の料金でMMS及びSMSを使い放題にした。ただし維持費は3000円のプリペイドカード1枚に付60日間有効であることから携帯電話の維持費は1500円/30日かかり、2008年4月現在メール専用の定額プラン(ゴールドプラン及びホワイトプランのような限定を受けることなく)として契約できる携帯電話（PHS除く）は国内唯一の存在である。